# یادرانسکا لشنیتسا
یادرانسکا لشنیتسا (به صربی: Jadranska Lešnica) یک منطقهٔ مسکونی در صربستان است که در لوزنیسا واقع شده‌است. یادرانسکا لشنیتسا ۲٬۰۸۸ نفر جمعیت دارد و ۱۶۸ متر بالاتر از سطح دریا واقع شده‌است.